# گاه‌شمار جهان
گاه‌شمار جهان تاریخ و آینده جهان  را بر اساس کیهان‌شناسی مه‌بانگ توصیف می‌کند. زمان در این گاه‌شمار بر حسب پارامتر زمان همراه بیان می‌شود. 
نخستین مراحل وجودی جهان تقریباً ۱۳.۸ میلیارد سال با عدم قطعیتی در حدود ۲۱ میلیون سال در بازه اطمینان ۶۸٪ تخمین زده می‌شود.

## بررسی کلی

### گاه‌شماری پنج مرحله‌ای
برای این خلاصه، ساده‌تر است مه گاه‌شماری جهان را از لحظه‌پیدایش آن به پنج بخش تقسیم نمود. اینکه آیا زمان قبل از این گاه‌شماری وجود داشته‌است یا خیر، بی‌معنی یا مبهم است.

### جهان بسیار جوان
نخستین پیکوثانیه‌های زمان کیهانی. این مرحله شامل دوره پلانک است که طی آن قوانین فعلی فیزیک ممکن است برقرار نباشند؛ پیدایش نیروهای بنیادی چهارگانه (نخست گرانش و سپس الکترومغناطیس و هسته‌ای قوی و ضعیف؛ و انبساط فضا و فراسرمایش جهان همچنان بسیار داغ بر اثر تورم کیهانی.
لرزش‌های بسیار کوچک جهان در این مرحله، اساس تشکیل ساختارهای بزرگی هستند که بعداً شکل گرفتند. میران درک مراحل مختلف جهان بسیار جوان متفاوت است. مراحل نخستین آن از دسترس آزمون‌های عمل در فیزیک ذرات خارج است اما می‌تواند از طرق دیگری مورد بررسی قرار بگیرد.

### جهان اولیه
طی حدود ۳۷۰۰۰۰ سال، نخست انواع ذرات زیراتمی در مراحلی بوجود آمدند. تعداد ذرات ماده و ضدماده تقریباً برابر بود بنابراین اکثر ذرات به سرعت یکدیگر را نابود کردند و تنها میزان اندکی ماده اضافی در جهان باقی‌ماند.
پس از حدود یک ثانیه نوترینوها واجفتیده شدند؛ این نوترینوها نوترینوی زمینه کیهانی (CνB) را شکل دادند. اگر سیاه‌چاله‌های نخستین وجود داشته‌باشند، آنها نیز می‌بایست در حدود ثانیه یکم زمان کیهانی بوجود آمده باشند. ذرات زیراتمی مرکب مثل پروتون‌ها و نوترون‌ها پدید آمدند و از حدود دقیقه دوم، شرایط برای هسته‌زایی مساعد شد: در حدود ۲۵٪ پروتون‌ها و همه نوترون‌ها با همجوشی به هسته‌های عناصر سنگین‌تر تبدیل شدند (ابتدا دوتریوم که خود به هلیم-۴ همجوشی می‌شود).
پس از بیست دقیقه جهان دیگر برای همجوشی هسته‌ای به اندازه کافی داغ نبود، اما همچنان برای بوجود آمدن اتمهای خنثی یا اینکه فوتون‌ها بتوانند مسیری طولانی را طی کنند، بسیار داغ بود. به همین دلیل جهان یک پلاسمای کدر بود.
دوره بازترکیبی پس از حدود ۱۸۰۰۰ سال، با ترکیب الکترون‌ها با هسته هلیم و تشکیل He+
 آغاز شد. پس از حدود ۴۷۰۰۰ سال با سرد شدن جهان، رفتار آن بیشتر در تسلط ماده بود تا تابش. و پس از گذشت ۱۰۰۰۰۰ سال  و تشکیل هلیم خنثی، نخستین مولکولی که به وجود آمد هیدرید هلیم بود (بسیار بعدتر هیدروژن و هیدرید هلیم با هم واکنش دادند و هیدروژن مولکولی که سوخت لازم برای نخستین ستارگان بود). بعد از تقریباً ۳۷۰۰۰۰ سال تشکیل اتمهای خنثای هیدروژن به پایان رسید و در نتیجه جهان برای نخستین بار شفاف شد. اتمهای خنثای تشکیل شده (عمدتاً هیدروژن و هلیم و کمی لیتیم) به سرعت با آزاد کردن فوتون‌ها (واجفتیدگی فوتون) به پایین‌ترین سطح انرژی (حالت پایه) رسیدند و این فوتون‌ها همچنان به شکل ریزموج زمینه کیهانی (CMB) قابل تشخیص هستند.

### عصر تاریکی و پیدایش ساختارهای بزرگ
پس از حدود ۳۷۰۰۰ سال تا ۱ میلیارد سال، پس از دوره بازترکیبی و واجفتیدگی، جهان شفاف بود اما ابرهای هیدروژنی بسیار به کندی رمبش می‌کردند تا ستاره‌ها تشکیل شوند، به همین دلیل هیچ منبع نور جدیدی وجود نداشت. تنها فوتونهای (تابش الکترومغناطیسی، یا نور) موجود درجهان آنهایی بودند که طی واجفتیدگی آزاد شده‌بوند (که امروزه به شکل تابش زمینه کیهانی قابل مشاهده‌اند) و اتمهای هیدروژن گاهی تابش رادیویی ۲۱ سانتی‌متری داشتند. فوتون‌های جدا شده ابتدا سراسر جهان را پر از درخششی نارنجی  کردند و سپس بر اثر پدیده انتقال به سرخ،  پس از سه میلیون سال به طول موجهای نامرئی تغییر یافتند و جهان از نور مرئی تهی شد. این دوره به نام عصر تاریکی کیهانی شناخته می‌شود.
حدوداً در بازه بین ۱۰ تا ۱۷ میلیون سال  پس از پیدایش دمای جهان برای تشکیل آب مایع مناسب بود(۰ - ۱۰۰ درجه سلسیوس) و بنا بر برخی نظرات، سیاره‌های سنگی و حیات ممکن است اندکی شکل گرفته باشد.
در نقطه‌ای بین ۲۰۰ تا ۵۰۰ میلیون سال، نخستین نسلهای ستارگان و کهکشانها تشکیل شدند (زمان دقیق آن همچنان در حال تحقیق و بررسی است) و نخستین ساختارهای بزرگ به تدریج شکل گرفتند. نخستین نسل ستارگان هنو رصد نشده‌اند. این ستارگان احتمالاً بسیار بزرگ (۱۰۰-۳۰۰ جرم خورشیدی) و غیر فلزی بودندو طول عمری بسیار کوتاهتر از ستارگانی که امروزه مشاهده می‌کنیم، داشتند. سوخت هیدروژنی آنها به سرعت به اتمام می‌رسید و به شکل یک ابرنواختر ناپایداری جفتی  پس از چند میلیون سال منفجر می‌شدند. برخی نظریات معتقدند که ممکن است ستارگان کوچکی نیز شکل گرفته باشند که همچنان در حال سوختن باشند اما به هر حال نسل اولیه ابرنواخترها بیشتر عناصر شیمیایی که امروزه می‌بینیم را بوجود آوردند.
خوشه‌های کهکشانی و ابرخوشه‌ها با گذشت زمان پدید آمدند. در نقطه‌ای از زمان، فوتون‌های پرانرژی ساطع شده از ستارگان، کهکشان‌های کوتوله و شاید اختروش‌ها منجر به دوره‌ای از بازیونیدگی شد که به تدریج پس از ۲۵۰ تا ۵۰۰ میلیون سال آغاز شد و پس از حدود ۷۰۰ تا ۹۰۰ میلیون سال کامل شد و پس از ۱ میلیارد سال رو به کاهش گذاشت. جهان به تدریج تبدیل به جهانی شد که امروزه می‌بینیم و دوران تاریکی پس از حدود ۱ میلیارد سال به پایان رسید.

### جهان به شکل کنونی آن
از حدود یک میلیارد سال پس از پیدایش به مدت تقریباً ۱۲.۸ میلیارد سال جهان بسیار شبیه شکل امروزی آن بوده‌است و تا میلیاردها سال دیگر تقریباً به همین شکل خواهد ماند. دیسک نازک کهکشان ما پس  از حدود ۵ میلیارد سال شروع به تشکیل شدن نمود و منظومه شمسی پس از حدود ۹.۲ میلیارد سال و نخستین رد حیات روی زمین پس از حدود ۱۰.۳ میلیارد سال بوجود آمدند.
نازک شدن ماده در گذر زمان توانایی گرانش در کاستن از سرعت انبساط جهان را کاهش داد؛ در مقابل، انرژی تاریک (که گمان می‌رود یک میدان نرده‌ای موجود در سراسر جهان است) فاکتور ثابتی است که تمایل به تسریع انبساط جهان دارد. انبساط جهان در حدود ۵ تا ۶ میلیارد سال قبل از نقطه عطفی گذر کرد و وارد دوره نوین «تسلط انرژی تاریک» شد که در آن اکنون انبساط جهان در حال شتاب گرفتن است تا کند شدن. جهان امروز تقریباً به خوبی فهمیده شده اما فراتر از حدود ۱۰۰ میلیارد سال از زمان کیهانی (در حدود ۸۶ میلیارد سال آینده)، عدم قطعیت در دانش کنونی بشر بدین معناست که در مورد اینکه جهان در چه مسیری پیش خواهدرفت، اطمینانی نداریم

### آینده دور و سرنوشت نهایی
در نقطه‌ای از زمان دوره استلیفروس به پایان می‌رسید زیرا ستاره جدیدی متولد نخواهد شد و انبساط جهان بدین معناست که جهان قابل مشاهده محدود به کهکشانهای محلی خواهد بود. سناریوهای مختلفی برای آینده دور و سرانجام نهایی جهان وجود دارند. کسب دانش دقیقتر در مورد جهان فعلی این امکان را بوجود می‌آورد که سناریوها بهتر فهمیده شوند.

### خلاصه جدولی
نکته: دمای تابش در جدول زیر مربوط به تابش زمینه کیهانی است.
| دوره                               | زمان | انتقال به سرخ | دمای تابش (انرژی)              | توضیح |
| ---------------------------------- | --- | ------------- | ------------------------------ | --- |
| دوره پلانک                         | ۱۰−۴۳s> |               | ۱۰۳۲K< ( ۱۰۱۹GeV<)             | مقیاس پلانک مقیاس فیزیکی است که اگر از آن فراتر رویم ممکن است نظریه‌های فعلی فیزیکی صادق نباشند و نتوان از آنها برای تحلیل آنچه رخ داده‌است استفاده نمود. چنین پنداشته می‌شود که در حین دوره پلانک، کیهان‌شناسی و فیزیک در تسخیر آثار گرانش کوانتومی بوده است.                                                                              |
| دوره وحدت بزرگ                     | ۱۰−۳۶s> |               | ۱۰۲۹K< ( ۱۰۱۶GeV<)             | سه نیروی مدل استاندارد همچنان یکپارچه هستند(با این فرض که طبیعت با نظریه وحدت بزرگ بدون توصیف شود) |
| دوره تورمی دوره الکتروضعیف         | ۱۰−۳۲s> |               | ۱۰۲۸K ~ ۱۰۲۲K ( ۱۰۹~۱۰۱۵GeV)   | تورم کیهانی جهان را با فاکتوری در مرتبه ۱۰۲۶ در طول زمانی در مرتبه ۳۶-۱۰ تا ۳۲-۱۰ ثانیه منبسط می‌کند |
| پایان دوره الکتروضعیف              | ۱۰−۱۲s |               | ۱۰۱۵K ( ۱۵۰GeV)                | |
| دوره کوارک                         | ۱۰-۱۲s ~ ۱۰-۵s |               | ۱۰۱۵K ~ ۱۰۱۲K ( ۱۵۰Gev~۱۵۰MeV) | نیروهای مدل استاندارد به شکل «دما-پایین» سازماندهی می‌شوند: برهم‌کنش‌های هیگز و الکتروضعیف به صورت بوزون پرجرم هیگز H0, نیروی هسته‌ای ضعیف که توسط بوزنهای W+, W-, وZ0 حمل می‌شوند، و الکترومغناطیس که با فوتونهای بدون جرم حمل می‌شود. انرژی کوارک‌ها بسیار بالاتر ا آن است که هادرون‌ها تشکیل شوند؛ در عوض تشکیل پلاسمای کوارک-گلوئون می‌دهند. |
| دوره هادرون                        | ۱۰-۵s ~ ۱s |               | ۱۰۱۲K ~ ۱۰۱۰K ( ۱۵۰Mev~۱MeV)   | |
| واجفتیدگی نوترینو                  | ۱s |               | ۱۰۱۰K ( ۱MeV)                  | |
| دوره لپتون                         | ۱s ~ ۱۰s |               | ۱۰۱۰K ~ ۱۰۹K ( ۱Mev~۱۰۰KeV)    | |
| هسته‌زایی مه‌بانگ                    | ۱۰s ~ ۱۰۳s |               | ۱۰۹K ~ ۱۰۷K ( ۱۰۰Kev~۱KeV)     | |
| دوره فوتون                         | ۱۰s ~ ۳۷۰Ka |               | ۱۰۷K ~ ۴۰۰۰K ( ۱۰۰Kev~۰/۴eV)   | |
| دوره بازترکیبی                     | ۱۸Ka ~ ۳۷۰Ka | ۶۰۰۰ ~ ۱۱۰۰   | ۴۰۰۰K (۰/۴eV)                  | |
| دوره تاریکی                        | ۳۷۰ka ~ ۱۵۰Ma (به طور کامل پس از ۱Ga به پایان رسید)                                                                          | ۱۱۰۰ ~ ۲۰     | ۴۰۰۰K ~ ۶۰K                    | |
| شکل‌گیری و تکامل ستارگان و کهکشانها | نخستین کهکشانها: از حدود۳۰۰–۴۰۰Ma (نخستین ستارگان: همان یا زودتر) کهکشانهای نوین: ۱Ga~۱۰Ga (زمان دقیق هنوز در دست تحقیق است) | از حدود ۲۰    | از حدود ۶۰K                    | |
| بازیونیده‌شدن                       | شروع: ۲۵۰Ma ~ ۵۰۰Ma تکمیل: ۷۰۰Ma ~ ۹۰۰Ma پایان: ۱Ga (تمام زمانها تقریبی است)                                                 | ۲۰ ~ ۶        | ۶۰K ~ ۱۹K                      | |
| عصر حاضر                           | ۱۳/۸Ga | ۰             | ۲/۷K                           | |
| تقسیم بندی دیگری برای گاه‌شماری     | |               |                                | |
| دوران تسلط تابش                    | از شروع تورم (~ (~ ۱۰−۳۲s)≈۴۷Ka                                                                                              | ۳۶۰۰<         | ۱۰۴K<                          | |
| دوران تسلط ماده                    | 47 ka ~ 9.8 Ga | ۰/۴ ~ ۳۶۰۰    | ۱۰۴K ~ ۴K                      | |
| دوران تسلط انرژی تاریک             | ۹/۸Ga < | ۰/۴>          | ۴K>                            | |
| دوره استلیفروس                     | ۱۵۰Ma ~ ۱۰۰Ga | ۲۰ ~ ۰/۹۹-    | ۶۰K ~ ۰/۰۳K                    | |
| آینده دور                          | > 100 Ga | ۰/۹۹->        | ۰/۱K>                          | |

## مه‌بانگ
مدل استاندارد کیهان‌شناسی برپایه مدلی از فضازمان است که متریک فریدمان-لومتر-رابرتسون-واکر (FLRW) نام دارد. یک متریک معیاری برای سنجش فاصله بین اجسام ارائه می‌کند و متریک FLRW پاسخ دقیقی برای معادلات میدان اینشتین است به شرط آن که برخی از ویژگی‌های اصلی فضا مانند همگن بودن و همسانگرد بودن آن درست باشد. متریک FLRW انطباق نزدیکی با شواهد بسیاری دارد که نشان می‌دهند جهان از مه‌بانگ در حال انبساط بوده‌است.
اگر فرض کنیم متریک FLRW برای سراسر زمان تا نقطه شروع آن معتبر باشد، می‌توان آن را در زمان به عقب دنبال کرد تا نقطه‌ای که فاصله بین اجسام به صفر یا مقداری بی‌نهایت کوچک برسیم (این الزاماً بدین معنی نیست که جهان در زمان مه‌بانگ از نظر فیزیکی بسیار کوچک بوده است اگرچه این یکی از احتمالات است).این دوره آغازین گاه‌شماری جهان «مه‌بانگ» نامیده می‌شود.
تکینگی متریک FLRW بدین معنی است که نظریه‌های فعلی برای توصیف آنچه که در شروع  خود مه‌بانگ رخ داده‌است، کافی نیستند. بسیاری بر این باورند که یک نظریه گرانش کوانتومی درست ممکن است امکان توضیح دقیقتر این رویداد را بدهد، اما چنین نظریه ای هنوز در دسترس نیست. پس از آن لحظه، تمام فواصل در سراسر جهان شروع به افزایش از (شاید) صفر نمود زیرا خود متریک FLRW در طول زمان تغییر می‌کرد و روی فواصل بین همه اجسام آزاد در همه جا تاثیر می‌کذاشت. به همین دلیل گفته می‌شود که مه‌بانگ در همه‌جا رخ داد.